# Гибернал
Гибернал (нем. Hibernal) — технический (винный) сорт винограда, используемый для производства белых вин в Чехии, Польше.

## Происхождение
Сорт был получен Генрихом Бирком в 1944 году в Гайзенхаймском институте селекции винограда скрещиванием (Seibel 7053 × Рислинг (клон 239)) × (Seibel 7053 × Рислинг (клон 239)). Зарегистрирован, как селекционное достижение в 1958 году и разрешен к культивации в Германии с 1999 года.
Название происходит от латинского слова hibernus, что в переводе на русский значит зимостойкий.

## География
Несмотря на то, что сорт выведен в Германии, там он не получил распространения, и в 2010 году занимал всего лишь один гектар площади виноградников. А вот в Центральной и Восточной Европе сорт снискал некоторую популярность. В Чехии сорт зарегистрировали в Государственной сортовой книге в 2004 году, и в 2019 году площадь виноградников, занятая сортом, составила чуть больше 301 га, что позволило ему занять десятое место среди белых технических сортов винограда в Чехии по площади виноградников. В Польше виноделы экспериментируют с сортом, помимо прочих гибридных. Сорт можно встретить и в Канаде.

## Основные характеристики
Кусты среднерослые или выше среднего. Вызревание побегов хорошее.
Листья небольшие, цельные или слаборассеченные. Листовая пластина ровная, сетчато-морщинистая. Черешковая выемка открытая, лировидная или щелевидная.
Цветок обоеполый.
Грозди средние, цилиндроконические, плотные.
Ягоды мелкие или средние, округлые, светло-зелёные с розовым оттенком. Кожица тонкая. Вкус сортовой.
Сорт среднего и средне-позднего периода созревания. Полное созревание наступает в конце сентября или начале октября, за одну-две недели до созревания Рислинга при сумме активных температур 2550°- 2650°С.
Урожайность 100-140 ц/га.
Устойчивость против грибных заболеваний хорошая. Устойчивость к мильдью и серой гнили очень высокая, а к оидиуму средняя.
Морозоустойчивость высокая, выдерживает зимнее понижение температуры до -28°С.

## Применение

Бутылка органического вина Гибернал из Чехии

Сорт позволяет производить высококачественные вина.
Вкус и аромат вина сильно зависит от терруара и технологии производства. Вино обладает фруктовым ароматом, повышенной кислотностью. Если ягоды были собраны слишком рано, то можно почувствовать характерный дефект — слабоуловимый лисий запах. 
В силу своей устойчивости к болезням, сорт позволяет делать органические, натуральные и биодинамические вина. Сорт хорошо подходит для производства соломенных и ледяных вин.
Вина обладают потенциалом к выдержке.